# Дитячі громадські організації
Дитячі громадські організації — об'єднання громадян віком від 6 до 18 років, метою яких є здійснення діяльності, спрямованої на реалізацію та захист своїх прав і свобод, творчих здібностей, задоволення власних інтересів, які не суперечать законодавству, та соціальне становлення як повноправних членів суспільства.
Дитяча громадська організація є різновидом громадських організацій або громадських об'єднань, що діють згідно із Законом України «Про громадські організації» та Законом України «Про молодіжні та дитячі громадські організації» [Архівовано 13 листопада 2021 у Wayback Machine.] від 19 грудня 1998 року (із змінами та доповненнями).

## Історія
Виникнення таких організацій в Україні пов'язане зі скаутським рухом. Засновником скаутського руху вважається англійський полковник Р.Бейден-Пауел. Головним завданням руху було патріотичне виховання й самовиховання в колективі однодумців. Перший загін скаутів в Російській імперії з'явився 1908 (1917 у 143 містах налічувалося 50 тис. скаутів). В Україні центрами скаутського руху були Київ та Одеса. 1917–20 дружини бойскаутів існували також у містах Біла Церква, Канів, Катеринослав (нині м. Дніпро), Вінниця та ін.

### Пласт
На західноукраїнських землях на початку 20 ст. виникають товариства "Пласт", що будують свою роботу на засадах скаутизму й традиціях українського козацтва. Його засновниками були О.Тисовський, І.Чмола та П.Франко (1911). 1911–14 "пластові" відділи не мали єдиного центру. В Галичині робота проводилася в осередках, які існували в усіх українських і багатьох польських гімназіях. Близько 800 осіб налічували аналогічні відділи на Буковині. 1921 товариство відновило свою діяльність у Західній Україні. 1924 утворено центральні керівні органи "Пласту". 1921–30 його відділи діяли майже в усіх українських середніх школах. Після заборони діяльності "Пласту" польською владою у вересні 1930 він працював у підпіллі, а від 1939 – за кордоном.

### Юкскаути та інші
В УСРР у 1920-ті рр. діяли різні дитячі та підліткові організації. Після встановлення більшовицької влади у деяких містах (Київ, Одеса, Чернігів та ін.) на базі ліквідованих скаутських загонів почали утворюватися організації т. зв. юкскаутів, або юків (юних комуністів-скаутів). Вони проіснували до 1923, після чого були змушені припинити свою діяльність.
Близько 10 тис. осіб об'єднувала єврейська спортивно-скаутська організація Гашомер гацоїр. Кілька тисяч дітей та підлітків налічували польське ("Молодий ружанець", "Святі рози") та німецьке релігійні об'єднання.
До кінця 1920-х рр. майже всі небільшовицькі дитячі організації було ліквідовано і встановлено повну монополію піонерської організації в дитячому русі.

### Піонери
Перші дитячі комуністичні групи виникли в Україні при комсомольських осередках на початку 1920-х рр. 1922 їх почали називати групами юних спартаківців, 1924 – перейменували на юних піонерів. Головним завданням піонерської організації було комуністичне виховання дітей та підлітків. Для більшого зацікавлення піонерським рухом підростаючого покоління будувалися палаци піонерів та численні піонерські табори, організовувалися різноманітні гуртки та секції. Крім виховних завдань, правлячий режим намагався через піонерську організацію залучати дітей і підлітків до активної участі в "соціалістичному будівництві".

### Після«перебудови»
Суспільно-політичні зміни в СРСР у 1980-х рр. позначилися й на розвиткові дитячого руху. 1989 відновила свою діяльність організація пластунів. Групи підлітків почали діяти в кількох радикальних молодіжних організаціях, у структурі Спілки української молоді, Українського молодіжного аерокосмічного об'єднання "Сузір'я", Спілки молодіжних організацій України. В незалежній Україні велику питому вагу в дитячому русі (за впливом і чисельністю) займли спочатку Федерація дитячих організацій України (до 1999 року вона називалася Спілка піонерських організацій України), потім "Пласт" та інші скаутські організації. Активно діють також менш численні дитячі організації та групи: "зелені", тимурівці, пошуковці, соціально-гуманістичні організації, науково-технічні, історико-етнографічні секції.